# Лука Касъров (дарител)
 Тази статия е за дарителя.  За енциклопедиста вижте Лука Касъров.  
Лука Христов Касъров е български дарител, търговец, роден в Одрин във видното копривщенско семейство Касърови.
Баща му Христо Касъров и брат му Янако Касъров правят дарение за откриване на българско девическо училище в Одрин. Образованието си Л. Касъров получава в Одрин и Букурещ. Започва да търгува с тютюни съвсем млад. По-късно се установява да живее в Букурещ. В съдружие с брат си, а по-късно и самостоятелно, се занимава с търговия на дървен материал и експлоатация на гори. Натрупва голямо състояние.
Лука Касъров е виден член на българското землячество в Букурещ и участва в благотворителните му инициативи. Заедно с братята си предоставя средства за Българския червен кръст по време на Сръбско-българската война от 1885 г. Въпреки че никога не е живял в България, той запазва любовта към нея и не приема чуждо гражданство. Като български поданик е арестуван по време на Първата световна война и заедно със съпругата си е изпратен в затвор, а после – интерниран в с. Манасия, Праховско (Румъния). Всичките му имоти са секвестирани от Румънската държава. Умира в Букурещ.
Следвайки дарителската традиция на семейството му, на 27 октомври 1927 г. Л. Касъров прави завещание в полза на Българската държава. Той дава на разположение на Министерство на народното просвещение 2 млн. румънски леи за построяване на училище, а други 2 млн. леи завещава за построяването на болница. Има условие учебното заведение и болницата да носят името му. Средствата за фонда трябва да постъпят от продажбата на къща в Букурещ. За универсален наследник посочва племенника си д-р Константин Касъров. Първоначално секвестърът, който тегне над имотите, а по-късно и нежеланието на наследника отлагат изпълнението на волята на дарителя. До 1945 г. българската държава води дела срещу К. Касъров за наследството, но така и не успява да получи пълната сума по завещанието.
Дарителски фонд № 1 „Лука Христов Касъров“ при Министерството на народното просвещение, по-късно преобразуван като фонд № 2 „Лука Христов Касъров“ при Министерството на вътрешните работи и народното здраве с капитал към 1 януари 1947 г. – на 1 718 274 лева и съответно 371 450 лева (равностойни на 670 000 румънски леи) е закрит през 1948 г. с вливането на фонд „Завещатели и дарители“ в държавния бюджет.